# Agathymus alliae
Agathymus alliae är en fjärilsart som beskrevs av Don B. Stallings och Turner 1957. Agathymus alliae ingår i släktet Agathymus och familjen tjockhuvuden. Inga underarter finns listade i Catalogue of Life.